# Copa de España de fútbol sala femenino 2015
La Copa de España de Fútbol Sala Femenino de 2015 tuvo lugar  el 6 y el 7 de junio en Navalcarnero (Comunidad de Madrid). Es la vigésima primera edición de este campeonato español.
A la cita acudieron los cuatro primeros clasificado en la liga regular. El Sorteo puro realizado deparó los siguientes cruces: el Cidade de As Burgas FS dirigida por Manolo Codeso se cruzó con el Burela FS Pescados Rubén  de Iván Cao. En la segunda semifinal se midieron el vigente campeón y anfitrión del torneo, el Atlético Madrid Navalcarnero, dirigido por Andrés Sanz, a la Universidad de Alicante FSF entrenado por Carlos Navarro.
El Atlético Madrid Navalcarnero se proclamó campeón por quinta vez en su historia al vencer al Burela FS Pescados Rubén por 6-3.

## Participantes
- Atlético Madrid Navalcarnero
- Cidade de As Burgas FS
- CD Burela FS Pescados Rubén
- Universidad de Alicante FSF

## Organización

### Sede
El torneo se disputó en la ciudad de Navalcarnero, en el Polideportivo Municipal La Estación, un recinto deportivo con capacidad para 1.500 espectadores.

## Resultados
|  | Semifinales                  | Semifinales                  | Semifinales                  |                              |                             | Final                       | Final | Final |  |
|  |                              |                              |                              |                              |                             |                             |       |       |  |
|  |                              |                              |                              |                              |                             |                             |       |       |  |
|  | Cidade de As Burgas FS       | Cidade de As Burgas FS       | 0                            |                              |                             |                             |       |       |  |
|  | Cidade de As Burgas FS       | Cidade de As Burgas FS       | 0                            |                              |                             |                             |       |       |  |
|  | CD Burela FS Pescados Rubén  | CD Burela FS Pescados Rubén  | 5                            |                              |                             |                             |       |       |  |
|  | CD Burela FS Pescados Rubén  | CD Burela FS Pescados Rubén  | 5                            |                              | CD Burela FS Pescados Rubén | CD Burela FS Pescados Rubén | 3     |       |  |
|  |                              |                              |                              |                              | CD Burela FS Pescados Rubén | CD Burela FS Pescados Rubén | 3     |       |  |
|  |                              |                              | Atlético Madrid Navalcarnero | Atlético Madrid Navalcarnero | 6                           |                             |       |       |  |
|  | Atlético Madrid Navalcarnero | Atlético Madrid Navalcarnero | Atlético Madrid Navalcarnero | Atlético Madrid Navalcarnero | 6                           | 3                           |       |       |  |
|  | Atlético Madrid Navalcarnero | Atlético Madrid Navalcarnero |                              |                              |                             | 3                           |       |       |  |
|  | Universidad de Alicante FSF  | Universidad de Alicante FSF  | 2                            |                              |                             |                             |       |       |  |
|  | Universidad de Alicante FSF  | Universidad de Alicante FSF  | 2                            |                              |                             |                             |       |       |  |
|  |                              |                              |                              |                              |                             |                             |       |       |  |

### Semifinales

#### Cidade de As Burgas FS - CD Burela FS Pescados Rubén
| 6 de junio de 2015, 10:30 | Cidade de As Burgas FS | 0:5 (0:0) | CD Burela FS Pescados Rubén                                                                | Polideportivo Municipal La Estación, Navalcarnero                  |                                                                    |
|                           |                        | Reporte   | Claudia Rodríguez 21' · Gabriela Vila 36' 40' · Maite García 37' · Joziane de Oliveira 38' | Asistencia: 300 espectadores Árbitro(s): Díaz Dovale y Pérez Pérez | Asistencia: 300 espectadores Árbitro(s): Díaz Dovale y Pérez Pérez |

#### Atlético de Madrid Navalcarnero - Universidad de Alicante FSF
| 6 de junio de 2015, 13:00 | Atlético Madrid                                 | 3:2 (0:2) | Universidad de Alicante FSF            | Polideportivo Municipal La Estación, Navalcarnero                     |                                                                       |
|                           | Ju Delgado 21' · Desirée Godoy 24' · Ariane 30' | Reporte   | Pao Cartagena 5' · Andrea Lacrampe 11' | Asistencia: 300 espectadores Árbitro(s): Dean Kecojevic y Héctor Mayo | Asistencia: 300 espectadores Árbitro(s): Dean Kecojevic y Héctor Mayo |

### Final
| 1           | Bandera de España | Belén De Uña      |  |
| 5           | Bandera de Brasil | Ariane Nascimento |  |
| 7           | Bandera de España | Leticia Sánchez   |  |
| 9           | Bandera de Brasil | Ju Delgado        |  |
| 17          | Bandera de España | Rosana Carballes  |  |
| Entrenador: | Entrenador:       | Andrés Sanz       |  |

| 1           | Bandera de Brasil | Joziane de Oliveira |  |
| 5           | Bandera de España | Claudia Rodríguez   |  |
| 7           | Bandera de España | Peque               |  |
| 9           | Bandera de Brasil | Gabriela Vila       |  |
| 14          | Bandera de España | Bea Mateos          |  |
| Entrenador: | Entrenador:       | Iván Cao Valle      |  |

| 4  | Bandera de España | Marta Pelegrín |  |
| 8  | Bandera de España | Maria Infante  |  |
| 10 | Bandera de España | Natalia Flores |  |
| 18 | Bandera de Brasil | Desirée Godoy  |  |

| 17 | Bandera de España | Maite García   |  |
| 19 | Bandera de España | Paula Cortiñas |  |
| 20 | Bandera de España | Carla Bolaños  |  |

| Anotado | 13' | Natalia Flores    | 1-0 |
| Anotado | 17' | Ariane Nascimento | 2-0 |
| Anotado | 27' | Maria Infante     | 3-1 |
| Anotado | 30' | Leticia Sánchez   | 4-1 |
| Anotado | 37' | Rosana Carballes  | 5-3 |
| Anotado | 40' | Ariane Nascimento | 6-3 |

| Anotado | 25' | Peque         | 2-1 |
| Anotado | 34' | Gabriela Vila | 4-2 |
| Anotado | 37' | Peque         | 4-3 |

| Amonestado |  | Maite García |  |
| Amonestado |  | Peque        |  |

| 1           | Bandera de España | Belén De Uña      |  |
| 5           | Bandera de Brasil | Ariane Nascimento |  |
| 7           | Bandera de España | Leticia Sánchez   |  |
| 9           | Bandera de Brasil | Ju Delgado        |  |
| 17          | Bandera de España | Rosana Carballes  |  |
| Entrenador: | Entrenador:       | Andrés Sanz       |  |

| 1           | Bandera de Brasil | Joziane de Oliveira |  |
| 5           | Bandera de España | Claudia Rodríguez   |  |
| 7           | Bandera de España | Peque               |  |
| 9           | Bandera de Brasil | Gabriela Vila       |  |
| 14          | Bandera de España | Bea Mateos          |  |
| Entrenador: | Entrenador:       | Iván Cao Valle      |  |

| 4  | Bandera de España | Marta Pelegrín |  |
| 8  | Bandera de España | Maria Infante  |  |
| 10 | Bandera de España | Natalia Flores |  |
| 18 | Bandera de Brasil | Desirée Godoy  |  |

| 17 | Bandera de España | Maite García   |  |
| 19 | Bandera de España | Paula Cortiñas |  |
| 20 | Bandera de España | Carla Bolaños  |  |

| Anotado | 13' | Natalia Flores    | 1-0 |
| Anotado | 17' | Ariane Nascimento | 2-0 |
| Anotado | 27' | Maria Infante     | 3-1 |
| Anotado | 30' | Leticia Sánchez   | 4-1 |
| Anotado | 37' | Rosana Carballes  | 5-3 |
| Anotado | 40' | Ariane Nascimento | 6-3 |

| Anotado | 25' | Peque         | 2-1 |
| Anotado | 34' | Gabriela Vila | 4-2 |
| Anotado | 37' | Peque         | 4-3 |

| Amonestado |  | Maite García |  |
| Amonestado |  | Peque        |  |

| Comunidad de Madrid                             |
| Campeón Atlético Madrid Navalcarnero 5.º título |

## Estadísticas

### Tabla de goleadoras
| Puesto                                    | Jugadora          | Equipo                       | Goles |
| ----------------------------------------- | ----------------- | ---------------------------- | ----- |
| 1                                         | Ariane Nascimento | Atlético Madrid Navalcarnero | 3     |
| 1                                         | Gabriela Vila     | Burela Pescados Rubén        | 3     |
| 3                                         | Peque             | Burela Pescados Rubén        | 2     |
| Última actualización: 7 de junio de 2015. |                   |                              |       |